# Joanna Karina Piątkowska-Małecka
Joanna Karina Piątkowska-Małecka (ur. 1971) – polska archeolożka, dr hab. nauk humanistycznych, adiunkt  Instytutu Archeologii Wydziału Historycznego Uniwersytetu Warszawskiego.

## Życiorys
W 1995 ukończyła studia archeologiczne na Uniwersytecie Warszawskim. 19 grudnia 2002 uzyskała doktorat za pracę pt. Zwierzęta w gospodarce ludności zamieszkującej ziemie Polski północno-wschodniej we wczesnej epoce żelaza (promotorka – Alicja Lasota-Moskalewska). 18 czerwca 2014 otrzymała stopień doktora habilitowanego nauk humanistycznych na podstawie rozprawy zatytułowanej Łowiectwo ssaków na ziemiach polskich od neolitu do okresu wędrówek ludów.
Została zatrudniona na stanowisku adiunkta w Instytucie Archeologii na Wydziale Historycznym Uniwersytetu Warszawskiego.

## Wybrane publikacje
- 2004: Gospodarowanie zwierzętami na ziemiach Polski północno-wschodniej we wczenej epoce żelaza w porównaniu z obszarami ościennymi[2]
- 2008: Gospodarowanie zwierzętami na Tell Arbid (północna Mezopotamia) w III tysiącleciu p.n.e.[2]
- 2010: Szczątki ssaków dzikich na osadach kultury przeworskiej[3]
- 2016: Rola zwierząt w życiu mieszkańców czerskiego ośrodka w świetle badań archeozoologicznych[3]